# Воланте, Карлос
Карлос Мартин Воланте (исп. Carlos Martin Volante; 11 ноября 1910, Ланус — 9 октября 1987) — аргентинский футболист, опорный полузащитник. После завершения карьеры работал тренером.

## Биография
Карлос Воланте начал карьеру в клубе «Платенсе». В 1929 году он перешёл в «Сан-Лоренсо», где выступал 2 года.
В 1931 году Воланте уехал в Италию, в клуб «Наполи». Затем Карлос играл за «Ливорно», с которым он выиграл чемпионат серию В и «Торино». В 1934 году Воланте перешёл во французский клуб «Ренн», с которым дошёл до финала Кубка Франции в 1935 году. Затем Воланте играл за «Лилль», где выиграл серебряные медали французского первенства и клуб «Пари».
В 1938 году Воланте был нанят массажистом в сборную Бразилии, которая приехала во Францию на чемпионат мира. После завершения турнира, Воланте, вместе со сборной уехал в Бразилию и стал выступать, по приглашении Леонидаса, за «Фламенго». Дебютной игрой Карлоса в составе «Фла» стал матч с клубом «Атлетико Минейро», в котором его команды победила 5:1. 25 июня 1939 года Воланте забил первый мяч за клуб, поразив ворота «Мадурейры». В том же году он выиграл с клубом чемпионат штата Рио-де-Жанейро; всего он выиграл три таких турнира. 4 июля 1943 года Воланте провёл последний матч за клуб, в котором его команда проиграла «Америке» со счётом 1:2. Всего он провёл за «Фла» 161 (164?) игры и забил 4 гола.
Завершив карьеру игрока, Воланте начал тренерскую карьеру. В 1946 году он возглавил «Интернасьонал» и выиграл с командой два чемпионата штата. Также Карлос тренировал «Виторию» с которой также дважды выигрывал чемпионство в штате. В 1959 году Воланте выиграл с клубом «Баия» Кубок Бразилии (впоследствии турнир был приравнен к чемпионату страны).

## Интересные факты
Словом «Воланте» (порт. Volante) в бразильском португальском языке традиционно называют опорного полузащитника.

## Достижения

### Как игрок
- Чемпион штата Рио-де-Жанейро: 1939, 1942, 1943

### Как тренер
- Чемпион Бразилии (1): 1959
- Чемпион штата Риу-Гранди-ду-Сул: 1947, 1948
- Чемпион штата Баия: 1953, 1955